# Gobierno de Rafael Correa
El Gobierno de Rafael Correa y su movimiento Alianza PAIS fue el régimen político que gobernó al Ecuador desde el año 2007 hasta el 2017, proclamando como sus objetivos la implementación del socialismo del siglo XXI y del desarrollo sustentable y sostenible de la sociedad ecuatoriana desde el socialismo y un estilo de vida humanista, lo cual se ha denominado como buen vivir. 
El gobierno de Correa se autodenominó como Revolución Ciudadana por los cambios políticos que implementó desde su llegada al poder, el más destacado, la nueva Constitución del Ecuador, promulgada en el año 2008 y reformada en el 2011 y 2015, declarando que habían tomado inspiración de la Revolución Liberal de comienzos del siglo XX y siguiendo la línea política del bolivarianismo.

## Antecedentes

### Rebelión de los forajidos y Gobierno de Alfredo Palacio
La Rebelión de los Forajidos fue un movimiento golpista civil, posteriormente respaldado por el comando conjunto de las fuerzas militares, que tuvo lugar del 13 de abril al 20 de abril del 2005 en Quito, Ecuador y que derrocó el gobierno de Lucio Gutiérrez y lo sustituyó por Alfredo Palacio, que se había desempeñado como vicepresidente de Gutiérrez. La misma estuvo liderada por población quiteña de clase media, que se mantuvo con el apoyo de varios sectores en las calles protestando contra el gobierno de Gutiérrez buscando su sustitución por un nuevo gobierno.
Haciendo un recuento del origen y desarrollo de este fenómeno político llamado “revolución ciudadana” encontraremos que el punto de partida fue sin lugar a dudas  “la rebelión de los forajidos” que tenía como antecedentes una grave crisis política institucional de los gobiernos de años anteriores. El movimiento de los trabajadores de la década de los 80 había sido derrotado, en gran medida por sus propios errores, los movimientos sociales que constituyeron la continuidad de la resistencia fueron de igual manera vencidos, a pesar de haber protagonizado la resistencia al neoliberalismo. En este contexto aparece Rafael Correa quien fue nombrado Ministro de Finanzas de Ecuador, en el gobierno de Palacio. Durante su paso en el ministerio, Correa se mostró escéptico ante la firma de un Tratado de Libre Comercio con los Estados Unidos y se mostró crítico con el FMI.
Por otro lado, trabajó para aumentar la cooperación de Ecuador con otros países latinoamericanos. Después de que el Banco Mundial detuvo un préstamo (alegando cambios en el fondo de estabilización de ingreso de crudo), Correa salió del gobierno de Palacio. Asimismo, propuso para los bonos de tesorería una tasa de interés más baja que el actual, del 8.5% (cabe señalar que Venezuela compraba la mitad de la nueva emisión de bonos). Por la falta de apoyo del presidente Palacio, Correa renunció el 8 de agosto de 2005, renuncia que produjo varias protestas en la Asociación de Empleados del ministerio de Economía en respaldo a Correa. Su corto paso por el ministerio de economía Correa se ganó el respaldo de varias organizaciones sociales, el sector público, los sindicatos, y la ciudadanía,

### Candidatura presidencial de Rafael Correa
En el año 2006 anunció su candidatura a la presidencia de la república por el Movimiento Alianza PAIS, organización política nueva formada por varios políticos de izquierda, como son Alberto Acosta, Ricardo Patiño, Raúl Patiño, Fernando Cordero, Gustavo Larrea, Alfredo Vera, Fernando Bustamante. 
Su candidatura recibió el apoyo de varios de los partidos tradicionales de izquierda como lo son Movimiento Ciudadanos Nuevo PAIS, Partido Comunista del Ecuador, formando alianza oficial con el Partido Socialista-Frente Amplio y más tarde en segunda vuelta el apoyo del Movimiento Popular Democrático y Pachakutik, quienes se habían negado a aceptarlo en primera vuelta por diversas razones. Quedó en segundo puesto en la primera vuelta de las Elecciones presidenciales de Ecuador de 2006, ganando la presidencia en la segunda vuelta contra su rival Álvaro Noboa. Correa fue reelecto en las Elecciones presidenciales de Ecuador de 2009 y nuevamente en las Elecciones presidenciales de Ecuador de 2013, siendo el primer presidente en la historia del Ecuador en ser reelecto dos veces consecutivas.

## Fundamentación ideológica

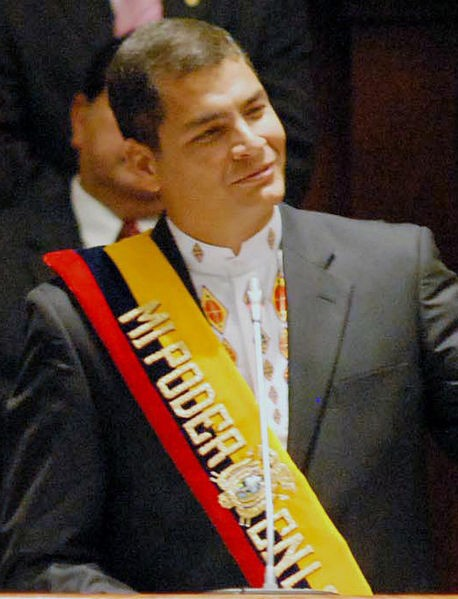
Rafael Correa durante su discurso de posesión como presidente de Ecuador el 15 de enero de 2007.

Los fundamentos de la revolución ciudadana dicen inspirarse en la revolución liberal, pero su tendencia es el socialismo nacional, de donde nacen los hombres de manos limpias y corazones ardientes de hace más de 100 años utilizando usualmente la imagen de Eloy Alfaro quien lideró dicho movimiento, dándole gran importancia al aniversario del inicio de la revolución liberal y de la muerte de Alfaro en la hoguera bárbara. Siguiendo con la admiración de esta etapa política, Alianza PAIS escogió al cantón Montecristi, lugar de nacimiento de Alfaro, como la sede de la Asamblea Constituyente del 2007.
La principal inspiración y raíces ideológicas de la Revolución Ciudadana es el socialismo del siglo XXI y la Revolución Bolivariana de Hugo Chávez, inscribiéndose en la misma corriente que el bolivarianismo, siguiendo su estilo de gobierno socialista y de la prevalencia del estado en la economía y sociedad civil, siendo su tendencia el nacionalismo social, que en el mundo han marcado muchas revoluciones, siendo así un partido socialista con marcado énfasis en el desarrollo nacional. También ha mantenido una política exterior antiimperialista, dándole prevalencia a las relaciones comerciales a los miembros del ALBA, Rusia y China, además de promover la integración sudamericana, apoyando fuertemente a la UNASUR, restándole importancia y relevancia a la OEA y sus organismos de derechos humanos.

## Primer periodo presidencial (2007 - 2009)
El gobierno se manejó por planes bien estructurados por miembros de su movimiento, siendo estos el Plan Nacional de Desarrollo (2007 - 2009), coordinado por la nueva Secretaría de Planificación y Desarrollo. Este periodo de gobierno empezó el 15 de enero del 2007 y terminó el 10 de agosto del 2009, por la implementación de la nueva constitución, ya que originalmente hubiera debido terminar el 15 de enero del 2011.
El gobierno de Correa enfocó oficialmente en la inversión y desarrollo social durante toda su gestión, invirtiendo principalmente en infraestructura y proyectos de desarrollo social. Con el vicepresidente, Lenin Moreno, se crearon las misiones "Manuela Espejo" y "Joaquin Gallegos Lara" para asistir y darle facilidades a los ciudadanos con diversas discapacidades, como regalarles sillas de ruedas, asistencia médica, además de obligar a todas las empresas del país a contratar a personas con discapacidad, creando además un registro de discapacidad que faciliten la asistencia social y médica de estas personas. Correa en este periodo gobernó en alianza con el Partido Socialista-Frente Amplio, otorgándole a varios de sus miembros un puesto en su gabinete ampliado, además contó con el apoyo en el Congreso con el Partido Roldosista Ecuatoriano, Pachakutik y el Movimiento Popular Democrático, con este último tenido disputas alrededor del sistema educativo y la posición de Raúl Vallejo, lo que formó el "apoyo crítico" de este partido.
Propuso la reforma del sector financiero, incluyendo los depósitos costaneros limitados por los bancos locales a no más de 10% de sus tenencias. También propuso estrategias para reducir la carga del servicio de la deuda externa de Ecuador a través de la reestructuración de la misma. Indicó que su prioridad estaría en invertir en los programas sociales en lugar de pagar la deuda de Ecuador. Correa también criticó el sistema de tratado de libre comercio de Ecuador en acuerdo con EE. UU., aunque él defiende un comercio que ensancha los mercados abiertos con otros países, mientras se insiste en la integración de economías de suramericanas en particular. La administración de Correa sugirió que su nuevo gobierno no permitiría un acuerdo con el Fondo Monetario Internacional para supervisar su plan económico.
En lo que respecta a la políticas laborales, se decretó que todas las empresas privadas y entidades gubernamentales tengan trabajadores con algún tipo de discapacidad y dar preferencia a postulantes de minorías étnicas en las entidades públicas. Se eliminó la tercerizacion de trabajadores, además se estableció la obligatoriedad por parte de los empleadores de afiliar al IESS a todos los empleados Creó una Comisión de la Verdad que investiga los crímenes de Estado contra los Derechos Humanos ocurridos durante los gobiernos anteriores.
Las obras emblemáticas del gobierno fueron en el área de transporte, ya que se han construido y mejorado un gran número de carreteras y autopistas, particularmente en la Amazonia, permitiendo el acceso más rápido y seguro a esta región del país. Planteó una mayor participación del Estado en la renta del petróleo. Acusó a las compañías de petróleo extranjeras que operan en Ecuador de no promover políticas medioambientales y regulaciones de su inversión. Su proyecto ambiental más importante fue el de la conservación del Yasuní ITT del Parque nacional Yasuní. La propuesta buscó mantener el petróleo de ese sector en el subsuelo y así conservar la biodiversidad, reduciendo las emisiones del dióxido de carbono, y a respetar los derechos de gentes indígenas y su estilo de vida, buscando apoyo económico internacional para reemplazar los beneficios que traería el petróleo, abandonando esta propuesta en el 2013 por falta de apoyo.
El gobierno le dio mucha importancia a la gestión comunicacional, comprando espacios publicitarios constantes a horas de alta audiencia, además de utilizar el recurso de cadenas nacionales para promocionar los logros del gobierno, estrategia que se ha mantenido hasta la actualidad, siendo altamente criticada. Fusionó las compañías estatales Andinatel y Pacifictel, creando la Corporación Nacional de Telecomunicaciones (CNT), reemplazando posteriormente a la compañía celular Alegro. Adquirió el Grupo TVCable mediante incautación al Grupo Isaías, obteniendo los canales GamaTv y Tc Televisión, además de varias radios.  Correa criticó a los medios de comunicación ecuatorianos de modo constante, acusando a importantes medios de comunicación de estar vinculados a intereses bancarios y grupos de poder económico. Realizó un programa de rendición de cuentas semanal llamado Enlace Ciudadano, trasmitido por radio y televisión, que se ha convertido en una insignia del gobierno, manteniéndolo durante todos sus períodos hasta la actualidad. Este programa ha recibido fuertes críticas por parte de los medios y la oposición, siendo calificado como campaña electoral constante de Correa, además de ser un espacio de descalificación a quien considere opositores y críticos a su régimen, creando segmentos enfocados en desmentir las críticas y burlarse de opositores como son "Mentira Comprobada" y "La Cantinflada de la Semana". Se ha criticado su alta costo de producción, bordeando los 20 mil por semana y es acusada de crear culto a la imagen de Correa. El estilo de comunicación de Correa ha sido informal, teniendo frecuente interacción con los ciudadanos a través de las redes sociales, en particular a través de su cuenta personal de Twitter.
Durante su gobierno, Correa dio importancia a la creación y fortalecimiento de medios públicos los cuales están administrados por instancias estatales a través del grupo de medios públicos Rtvecuador, y son: Ecuador TV y Radio Pública, El Telégrafo, El Ciudadano, el periódico popular PP y ANDES. También mencionó su trabajo con respecto a los medios privados. El gobierno tuvo problemas durante toda su gestión con la agricultura, teniendo manifestaciones y reclamos continuos de este sector por no facilitar la compra y venta de los productos agrícolas, quejas de perdida de sembríos y ganado debido a lluvias y sequías. Subsidió el costo de semillas de maíz, arroz, abono y urea, combatió la fiebre aftosa.
A los pocos días de haber asumido el poder, la ministra de defensa, Guadalupe Larriva del Partido Socialista, primera mujer y civil en asumir ese cargo, falleció junto a su hija en un accidente al chocarse un helicóptero de la Fuerza Aérea contra otro durante ejercicios aéreos nocturnos. Su muerte causó controversia, ya que su nombramiento causó rechazo y oposición dentro de las Fuerzas Armadas por no haber sido parte de las FF. AA. y por su ideología socialista radical, además por su decisión, avalada por el presidente Correa, de no renovar el contrato con las Fuerzas Armadas de Estados Unidos para el asentamiento y operación antinarcótica en la Base de Manta. Su muerte resultó en investigaciones inconclusas.

### Política exterior de Rafael Correa

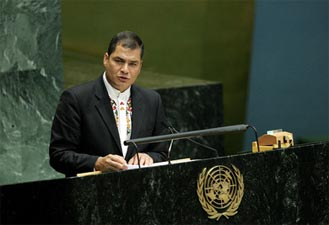
Rafael Correa dictando conferencia sobre crisis financiera en la ONU.

La política exterior de Correa fue similar de otros líderes de la (ALBA) como Hugo Chávez y Evo Morales. Esto trajo consigo una división entre las relaciones con otros estados de América (liderado por Estados Unidos) y el resto del mundo (como Irán). Desde el inicio de su mandato mantuvo cercanas relaciones con los gobiernos de izquierda de América Latina por aquel entonces, particularmente con los de Argentina, Cuba, Venezuela, Bolivia, Brasil y Chile; aunque también tuvo relaciones fluidas con el resto de los países de la región, de manera particular con Perú. Esta política se mantuvo durante todos sus periodos de gobierno.

### Constitución de Montecristi del 2008
La idea de crear una nueva constitución para el Ecuador, fue parte de la campaña política de Rafael Correa para las elecciones presidenciales de 2006. Tras su posesión de mando, el 15 de enero de 2007 firmó el decreto 002 que convocaba a Consulta Popular, así inició una fuerte lucha en contra del antiguo Congreso Nacional el cual estaba conformado en su mayoría por diputados de la oposición. El poder legislativo se oponía a la propuesta de Correa sobre la creación de una Asamblea Constituyente, la cual reformaría los aspectos defectuosos de la constitución de 1998.
Tras las discusiones entre el poder ejecutivo y el poder legislativo sobre las propuestas de cada uno, el gobierno recibió apoyo del Tribunal Supremo Electoral que decidió convocar un consulta popular, pero el Congreso protestó ante el desconocimiento de su autoridad sobre esa decisión por lo cual destituyó al presidente del Tribunal y enjuició a 4 vocales de dicho organismo. Sin embargo el Tribunal Electoral le suspendió los derechos políticos a 57 diputados de la oposición, provocando la principalización de los suplentes, dándole con ello una nueva mayoría legislativa al oficialismo, la cual aprobó el sometimiento de la decisión de la constituyente a referéndum.
Correa remitió, entonces, al Tribunal Supremo Electoral su proyecto de Estatuto de convocatoria a la Asamblea, en el cual se plantea la elección de 130 asambleístas, incluyendo seis representantes de los ecuatorianos en el exterior.
El Tribunal Supremo Electoral planificó las elecciones para la Asamblea Nacional Constituyente para determinar a los miembros de esta asamblea. Debido al gran número de candidatos y de listas (26 listas nacionales, 428 provinciales, y 44 de emigrantes) la elección fue considerada como la más compleja en desarrollarse en la historia ecuatoriana.
Los resultados oficiales mostraron una muy amplia ventaja del partido oficialista Alianza PAIS, quienes lograron obtener 80 curules de 130 en disputa; muy por encima de otros partidos de oposición como Sociedad Patriótica que logró solo 19 escaños o el PRIAN que apenas obtuvo 8 plazas.
Los resultados finales se retrasaron por varios días lo cual produjo que el Tribunal Supremo Electoral no decrete a ningún asambleísta como oficial, solo como virtuales. Esto ocasionó que se retrase la inauguración de la Asamblea Nacional Constituyente, prevista para el 31 de octubre.

Eslogan de la presentación del proyecto de constitución.

Se instaló las Asamblea el 30 de noviembre de 2007 en Montecristi, en la provincia de Manabí, lugar en el que nació el prócer de la Revolución Liberal, Eloy Alfaro.
El 27 de junio del 2008, el presidente de la Asamblea Alberto Acosta, renunció por divergencias con el presidente de la república Rafael Correa. La Asamblea nombró a Fernando Cordero como presidente de la misma.
La Asamblea Nacional Constituyente finalizó su labor la noche del jueves 24 de julio, y el texto de la nueva Constitución fue aprobado por 94 miembros. El 25 de julio se realizó la ceremonia de clausura de la Asamblea, con la presentación de la nueva Constitución.
Finalmente, el 28 de septiembre de 2008 fue aprobado el texto final del articulado.
El 28 de septiembre se desarrolló el referéndum constitucional, en el cual la opción Sí obtuvo el 63.93% frente al 28.10% de la opción No, dándose con ello la aprobación del proyecto de constitución de la Asamblea Constituyente. Los resultados oficiales fueron publicados por el Tribunal Supremo Electoral el 16 de octubre, e inmediatamente se ordenó la publicación de la nueva constitución en reemplazo de la Constitución de 1998.
La Constitución de Ecuador de 2008 es la carta magna vigente en la República del Ecuador. Es el fundamento y la fuente de la autoridad jurídica que sustenta la existencia del Ecuador y de su gobierno. La supremacía de esta constitución la convierte en el texto principal dentro de la política ecuatoriana, y está por sobre cualquier otra norma jurídica. Proporciona el marco para la organización del Estado ecuatoriano, y para la relación entre el gobierno con la ciudadanía.

## Segundo  Período Presidencial (2009 - 2013)

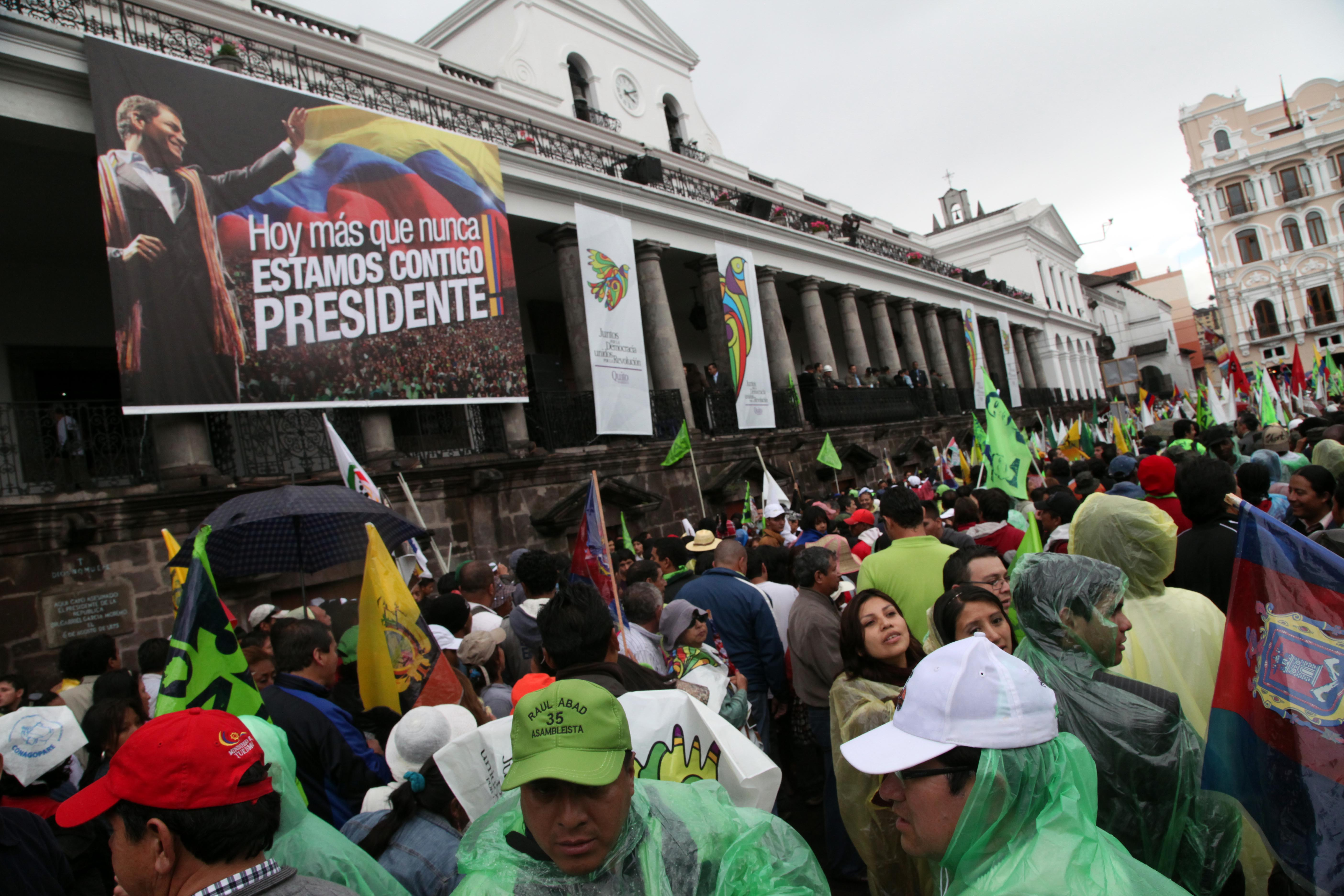
El gobierno de Rafael Correa, denominado «revolución ciudadana», se caracterizó por la estabilidad política durante 10 años (2007-2017).

El gobierno realizó su trabajo bajo los lineamientos del Plan Nacional del Buen Vivir (2009 - 2013). Inició el 10 de agosto de 2009 y concluyó el 24 de mayo de 2013. Bajo la nueva constitución, Correa aumentó el tamaño del estado, creando nuevos ministerios y secretarias, separando ministerios más amplios y formando nuevos con roles más específicos, con la intención de mejorar su rendimiento, teniendo la particularidad de la creación de Ministerios Coordinadores, los cuales manejan la estrategia política a distintos ministerios y entidades gubernamentales. En este periodo, Correa y su gobierno nombraron exclusivamente a miembros de Alianza PAIS para el gabinete ampliado, manteniendo a pocos miembros del Partido Socialista Frente-Amplio en cargos burocráticos menores. Por esto, y por tomar una postura más centralizada en las propuesta de su movimiento, perdieron el apoyo de Pachakutik, el Partido Roldosista Ecuatoriano y del Movimiento Popular Democrático, integrándose al bloque de oposición en la Asamblea Nacional, acusando al gobierno de ser autoritario. Correa tuvo un papel importante durante las Elecciones seccionales de Ecuador de 2009, logrando que su movimiento gane la mayoría de las alcaldías en las capitales y distintos cantones del país, afianzando la hegemonía política del movimiento de gobierno.
El gobierno promovió desde el 2009 la desconcentración y descentralización, convirtiendo a los diferentes niveles de gobierno en Autónomos Descentralizados del gobierno central, otorgándoles más independencia; el manejo público mediante zonas de desarrollo que abarcan distintas provincias, el Distrito Metropolitano de Quito, Guayaquil y la Zona Especial de Galápagos. Estas zonas se dividen en distritos y estos en circuitos, siendo el objetivo que cada nivel tenga cobertura del gobierno central en Salud, Educación e Inclusión Económica. Durante este período ocurrió la Crisis económica e hipotecaria mundial del 2008 originada en Estados Unidos, resultando en una disminución del crecimiento de la economía nacional a un 0.6% en el 2009, pero siendo uno de los pocos países del mundo en mantener crecimiento económico sostenido.
El gobierno realizó una campaña de actualización y reformas legales, buscando otorgar al estado mayor control en lo económico, educativo, desarrollo social, etc. La producción e industria se convirtieron en un sector estratégico del gobierno. Promovió a las empresas nacionales, tanto públicas como privadas, realizando la campaña Primero Ecuador, para incentivar a consumir los productos nacionales, además de sustituir importaciones con productos nacionales. Las medidas provocaron un crecimiento del 6% en la inversión extranjera en el país (principalmente en el área de recursos naturales, servicios y manufacturas), mientras en América Latina cayó 16%, según el informe de la Comisión Económica para América Latina y el Caribe (Cepal) 2008-2014.
El gobierno promulgó planes de inversión social como son "Socio Vivienda",  construyó casas para los ciudadanos de bajos recursos en varios cantones del país, compró varias empresas de alimentos, construyó Centros de Desarrollo Infantil del Buen Vivir en todo el país, lugares donde se cuida a niños pequeños, se les ayuda con su desarrollo psico-motriz, realizó una campaña buscando erradicar el trabajo infantil, reduciendo el número de precariedad infantil. Creó programas de educación sexual para buscar disminuir la gran cantidad de embarazos adolescentes mediante un programa de información y asistencia psicológica. Construyó varios hospitales en la Amazonía y la Sierra Central. Construyó nuevas penitenciarias para Guayaquil y Riobambas, construyó y remodeló varios aeropuertos, particularmente en la Amazonía, Galápagos, Sierra Central, Loja, Manabí y Santa Elena.
Implementó desde el 2009 el Bachillerato General Unificado con una malla curricular que contemple todas las asignaturas hasta segundo año, y en el último año de bachillerato, materias optativas. Decretó que todos los planteles fiscales sean mixtos, sistematizó la asignación de cupos y estandarizó exámenes de aptitudes para los bachilleres.  Inició la construcción de "Escuelas del Milenio" en todas las regiones del país, que son centros educativos con equipación óptima y grandes espacios para mejorar la educación de la ciudadanía. Cerró universidades que no cumplían con los requisitos expuestos por el gobierno, regularizó las mallas de las carreras profesionales, obligó a desarrollar el área de investigación, creó instituciones de acreditación y seguimiento a las universidades, promulgó la toma de exámenes para habilitar a profesionales. Apoyó a las artes, cultura y preservación de reliquias patrimoniales, apoyó y financió al cine nacional.

### Crisis política del 30 de septiembre de 2010
La crisis política se produjo el 30 de septiembre de ese año (por ello también es conocida como 30-S), cuando elementos de la tropa de la Policía Nacional del Ecuador, en horas de la mañana, iniciaron una protesta en sus cuarteles suspendiendo su jornada de labores, bloquearon carreteras y además impidieron el ingreso al Parlamento en Quito. A esto se sumó un grupo de elementos de la Fuerza Aérea Ecuatoriana, que usando sus cuerpos como barrera, bloquearon la pista del Aeropuerto Internacional Mariscal Sucre. Estas medidas de protesta se realizaron como parte del llamado a huelga nacional policial contra la Ley de Servicio Público aprobada el día anterior, una reforma laboral del sector público que supuestamente afectaba a los policías.

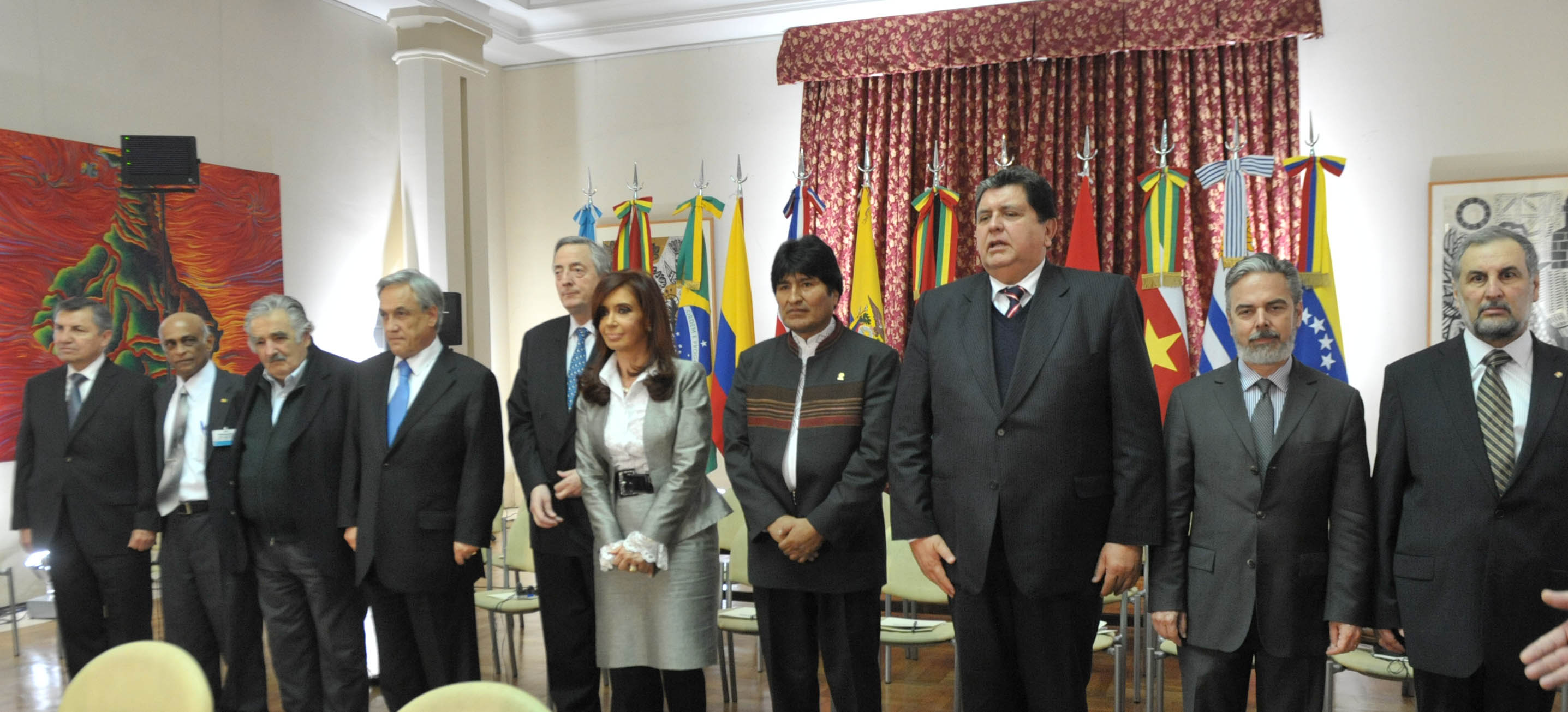
Los presidentes sudamericanos viajaron a Buenos Aires para una reunión extraordinaria de la Unasur para tratar la crisis en Ecuador.

El presidente Correa acudió al regimiento de policía, principal foco de la huelga, y dio un discurso en el que les aseguró que no se iba a dar marcha atrás con la ley en cuestión. Luego, el presidente bajó a la plaza en donde se desarrollaba la huelga y minutos después fue agredido con una granada de gas lacrimógeno y tuvo que colocarse una máscara antigás. Además resultó lesionado de una rodilla recientemente operada.
El presidente fue apartado con dificultades del tumulto y llevado hacia el Hospital Quito N.º 1 (administrado por el cuerpo policial ecuatoriano) que se encontraba adyacente al lugar de los hechos. Este edificio fue luego rodeado por policías inconformes. Correa afirmó que estaba secuestrado argumentando que un golpe de Estado se estaba llevando a cabo y responsabilizando a la oposición.
Ordenó además una cadena nacional, lo que para las leyes de Ecuador significa obligar a todos los medios de comunicación a transmitir una señal creada o bien por el Estado o por el canal público, esta cadena duró ocho horas ininterrumpidas. Correa en la noche del mismo día fue sacado por escuadrones de las Fuerzas Armadas y Policía, que terminó en una balacera al Hospital Policial dejando 5 fallecidos y 200 heridos en Quito, suceso que fue transmitido en vivo por los diferentes medios de comunicación, resultando Correa ileso, regresando minutos después al Palacio de Carondelet donde lo esperaban centenares de seguidores.

#### Juicio al diario El Universo
El suceso produjo múltiples investigaciones judiciales, juicios y encarcelamiento de policías sublevados, además de un notorio juicio por parte de Correa al diario El Universo, sus dueños los hermanos Pérez y a su periodista Emilio Palacio, por un editorial del último en la cual se lo acusó de haber provocado la crisis del 30S, llamándolo "asesino", el cual lo ganó el presidente pero decidió perdonarles la condena, pero que significó perdidas económicas para el diario y el exilio de Emilio Palacio en Estados Unidos, país que le otorgó asilo político.

### Referéndum y Consulta Popular del 2011
Correa, luego de la crisis del 30S, y para continuar en su proceso de transformación del estado, envió un paquete de preguntas a la Corte Constitucional para que se convoque a Referéndum y Consulta Popular, para realizar reformas a la constitución y poder realizar reformas legales sobre asuntos relativos al sistema judicial, la seguridad, el medio ambiente, la banca y los medios de comunicación. Correa justificó la convocatoria a consulta por la necesidad de un cambio en la función judicial, diciendo que la alta criminalidad del país se debía al uso excesivo de la prisión preventiva que terminada en juicios fallidos y la libertad de criminales, por lo que solicitaba el cambio constitucional del manejo de la prisión preventiva y cambio del Consejo de la Judicatura por uno de Transición compuesto por delegados de la presidencia, la asamblea nacional y del consejo de participación ciudadana, todos afines al régimen. Esta propuesta recibió críticas y acusaciones de querer el gobierno cooptarse y politizar la función judicial.
Además incluyó una reforma que prohíbe a empresas e instituciones privadas a participar de forma accionaria en medios de comunicación e instituciones financieras, justificando que esta práctica facilita el conflicto de intereses y corrupción. Incluyó además preguntas para Consulta Popular como son la tipificacion del delito de enriquecimiento ilícito y no afiliación de empleados al IESS, la prohibición de los casinos y juegos de azar en el país, la prohibición de espectáculos que tengan que ver con muerte de animales como pelea de gallos, perros y la tauromaquia, y la creación de una ley de comunicación.
La Consulta se realizó el 7 de mayo de 2011, ganando el sí en todas las preguntas. Los opositores al gobierno declararon el triunfo como el inicio de una dictadura. El gobierno como resultado de su triunfo reestructuró el poder judicial, creando el Consejo de la Judicatura, entre sus funciones está crear la Corte Nacional de Justicia y escoger a los jueces, construyó nuevos edificios judiciales, cortes, y remodeló los antiguos, dotó de tecnología y redactó el Código Integral Penal, invirtió fuertemente en seguridad, construyendo cientos de Unidades de Policía Comunitaria. Construyó instalaciones de seguridad ECU-911, en donde se concentran todas las instituciones de seguridad pública en una central de información. Se implantaron cámaras dentro de los transportes públicos y taxis, debido al alto índice del crimen de secuestro exprés.  Como consecuencia de las medidas aplicadas se logró una mejora en materia de seguridad ciudadana al primer cuatrimestre del 2015, al registrar un decrecimiento del 23,6% en homicidios/asesinatos, con relación a igual período del 2014.
El gobierno ordenó a las Fuerzas Armadas a contribuir al combate al crimen organizado y a la delincuencia, teniendo como disposiciones requisar armas, patrullar y defender al territorio de las actividades relacionadas al narcotráfico.

### Presidente de Unasur
Asumió la presidencia pro tempore de Unasur (Unión de Naciones Suramericanas), el 10 de agosto de 2009, cuya predecesora fue Michelle Bachelet, presidenta de Chile en esos días. En la época en que fue presidente pro tempore de la Unasur, admitió que se veía en la obligación de viajar más, por lo que hoy en día es uno de los presidentes del Ecuador que más ha viajado al exterior. Durante su gestión gracias al impulso de Ecuador, al momento ocho países han ratificado el instrumento jurídico, restando solo que un país más lo haga para lograr el objetivo de que tenga vigencia legal. Correa señaló que se ha avanzado en las áreas de Defensa y Salud, pero en otras áreas, “falta mucho por hacer”.
El mandatario ecuatoriano ayudó a resolver la crisis diplomática entre Colombia y Venezuela, países que habían roto sus relaciones debido a varias discrepancias políticas.
Por otro lado, la Unasur envió ayuda inmediata para Haití después de ser devastado por el terremoto que dejó más de 220 000 muertos y 1,2 millones de damnificados. Para esto, Correa pidió al BID (Banco Interamericano de Desarrollo) un crédito por 200 millones de dólares para apoyar la reconstrucción de esa nación y creó un fondo de 100 millones de dólares estadounidenses en febrero de 2010. En septiembre del mismo año, Correa y el presidente de Haití, René Préval, firmaron un acuerdo para decidir como distribuir el dinero con la finalidad de contribuir a la reconstrucción del país caribeño.
El 26 de noviembre de 2010 fue sucedido por Bharrat Jagdeo (presidente de Guyana).

## Tercer Período Presidencial (2013 - 2017)

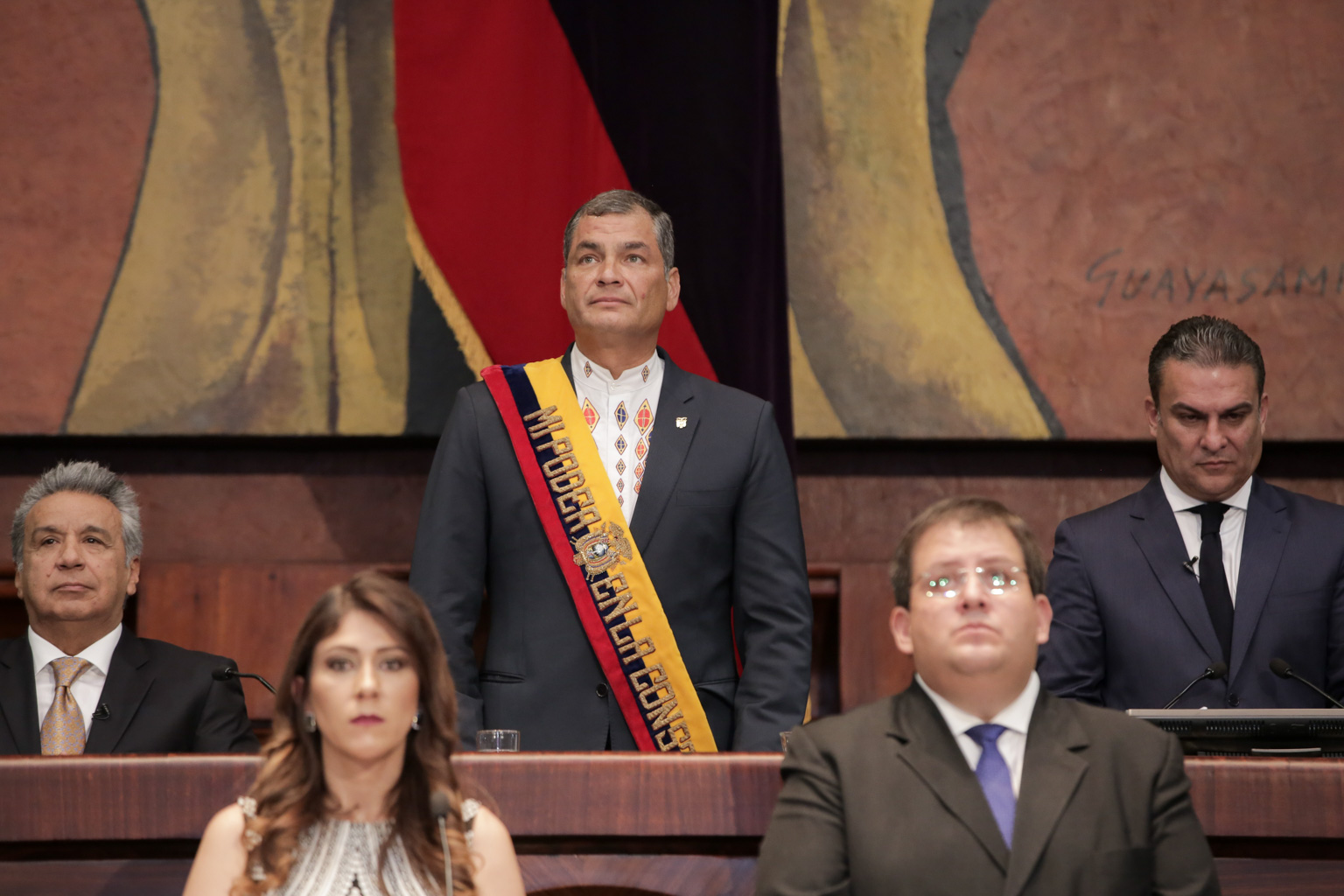
Rafael Correa en sus últimos momentos como Presidente durante la transmisión de mando en el 2017

Basó su trabajo en el Plan Nacional del Buen Vivir (2013 - 2017), iniciando el nuevo periodo el 24 de mayo de 2013. Hubo durante esta administración 36 ministerios y Secretarias. El gobierno en este periodo tuvo mayoría absoluta en la Asamblea, pudiendo aprobar todas las leyes necesarias para implantar su proyecto en el país, aprobándose en un año las leyes de comunicación, de Consejos Nacionales para la Igualdad, del sector Bursátil, De aguas, de Cierre de la Crisis Bancaria de 1999, el Código Integral Penal, Código Monetario y Financiero, y la creación de las Universidades Ikiam, de las Artes, Yachay y la UNAE. Desde 2013, con el nuevo vicepresidente Jorge Glas, el gobierno se enfocó en los sectores estratégicos y la modernización del estado mediante proyecto energéticos, mineros y petrolíferos.

### Política Industrial y Turismo
El gobierno promovió una campaña de sustituir las cocinas a gas por cocinas de inducción, dando facilidades de pago e instalación para realizar el cambio, por parte de la oposición la medida recibió rechazo por ser impositiva. Para combatir la resistencia por parte de la ciudadanía, el gobierno invirtió en campañas de promoción de las cocinas y brindar instalaciones eléctricas gratuitas, ya que las cocinas necesitan un mayor voltaje para funcionar, significando un alto costo para la economía nacional.
El gobierno consideró al turismo un sector estratégico, construyendo programas de promoción turística internacional, creando los programas de Ecuador Travel, creación de rutas turísticas en las provincias de la Costa, etc, creó la campaña All you need is Ecuador, en la que se promocionó al país en países de Europa y América.
El 11 de noviembre del 2016, el gobierno firmó un acuerdo comercial con la Unión Europea, tratado que se negociaba desde el año 2014, el cual reduce los aranceles para la entrada de productos de origen europeo al país y de productos ecuatorianos a Europa, además de impulsos a la producción de productos.

### Política Energética
En el 2013, Correa anuncio la explotación del Yasuní ITT por fracasar la iniciativa de protección de este sector, iniciándose los trabajos en el 2014. Se culminó la construcción de la Hidroeléctrica de Mazar, que aprovecha el caudal del río Paute. Se adjudicó además la construcción del proyecto Coca Codo Sinclair y su inauguración parcial en el 2016.  Renovó la Refinería de Esmeraldas, construyó campos de Energía Eólica en Loja y en Galápagos. Aunque en la refinería del pacífico en Manabí que inició el aplanamiento de terreno y su manutención con una inversión desde 2008 a 2018, por 1.528.374.332,54 millones de dólares estadounidenses. Quedó inconclusa y severas críticas por su sobreprecio. Se creó el CONECEL y CELEC, empresa eléctrica del Ecuador, y el CNEL, para el manejo eficiente de la electricidad en el país, buscando a futuro unificar todas las empresas eléctricas existentes en el país. En el 2016 se concesionó la construcción del nuevo puerto de aguas profundas de Posorja, otorgándole el contrato para su manejo a la empresa DP World de Dubái por 50 años. En agosto del 2016, se inauguró la hidroeléctrica Sopladora en la provincia del Azuay.

### Manejo político y políticas públicas
El gobierno conformó una coalición de gobierno tanto para la Asamblea como para la próxima campaña electoral, denominada UNIDOS, en la cual se unieron el Partido Avanza del exministro de Industrias Ramiro González, el Partido Socialista Ecuatoriano, el Movimiento Centro Democrático Nacional del prefecto del Guayas Jimmy Jairala y el Partido Comunista del Ecuador. Luego de la crisis económica, AVANZA se separó de la coalición y se unió a la oposición, mientras que el partido de Jairala ha tomado distancia en su apoyo al gobierno sin ser oposición. Correa nuevamente tuvo un papel activo en las Elecciones seccionales de Ecuador de 2014, obteniendo resultados decepcionantes a nivel de alcaldías, al perder la mayoría de las capitales provinciales a partidos de oposición, siendo la más notable la alcaldía de Quito y disminuir su cantidad de alcaldes a nivel nacional, pero obteniendo la mayoría de las prefecturas y manteniéndose como la primera fuerza política del país.
En el 2013, la Asamblea Nacional, con mayoría oficialista, aprobó la Ley de comunicación, en la cual se define a la comunicación como servicio público, se divide el espectro radioeléctrico equitativamente entre empresas de comunicación privadas, públicas y comunitarias, se obliga a la rectificación por parte de los medios si lo solicita una persona referida en un medio, se refuerza el control estatal de los medios mediante la Superintendencia de comunicación. Debido a constantes multas a medios privados, demandas de rectificaciones y de censura previa, se ha denominado a esta ley como Mordaza, provocando preocupación en entes internacionales sobre la libertad de expresión en el país. Correa además nombra a las organizaciones no gubernamentales (ONG) como actores políticos de oposición, por lo que durante el trascurso de su gobierno ha ordenado el cierre de varias de estas por realizar actos políticos, además de cambiar leyes y reglamentos para su funcionamiento.

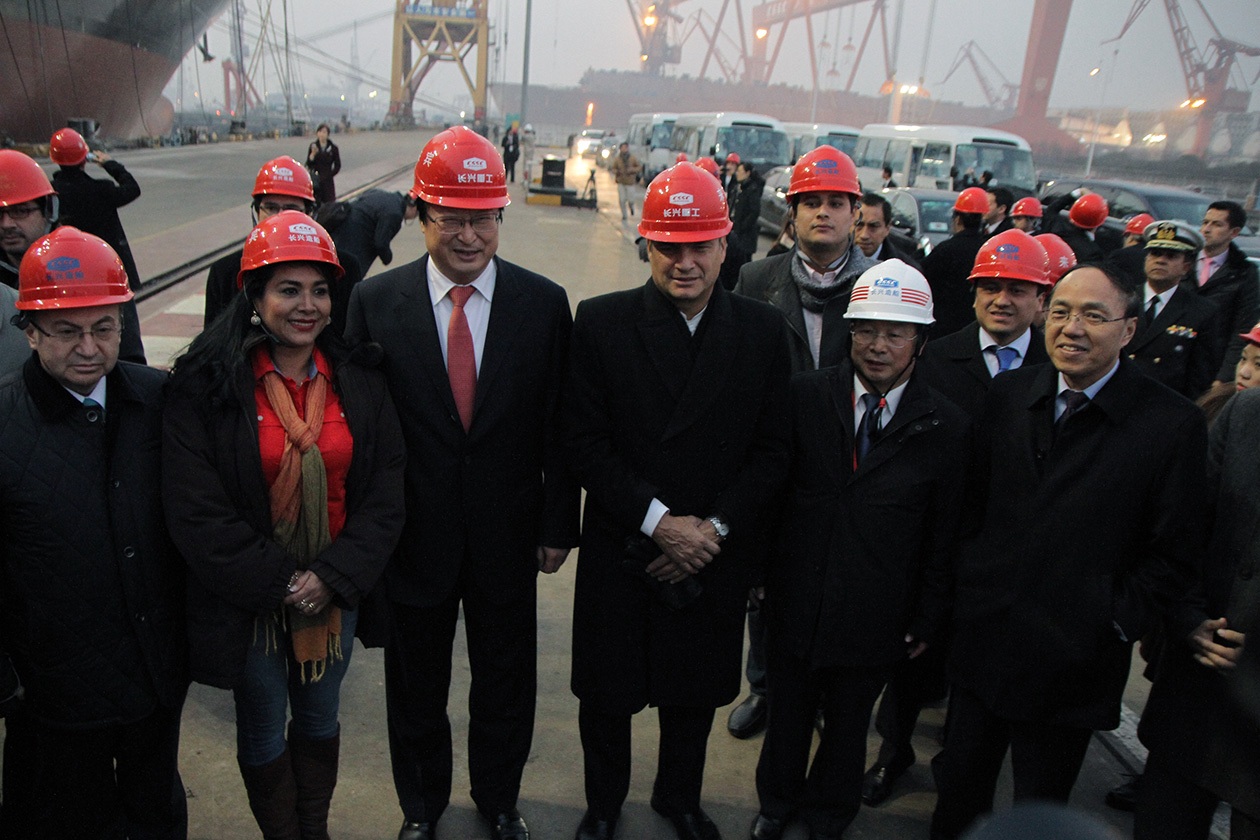
Rafael Correa y sus ministros de estado en una visita a China.

Desde el 2015, el gobierno cambio sus políticas sociales en torno a la sexualidad y embarazo adolescente, tomando una postura más conservadora y basada en la moral religiosa, buscando postergar el inicio sexual de las adolescentes en un proyecto llamado Plan Familia, produciendo rechazo de sectores liberales y de izquierda del país, denominándolo un retroceso en los derechos humanos.  En ese mismo año se aprobó una Ley del Régimen Especial de Galápagos que supuestamente según la oposición, afecto a los salarios, condiciones laborales y gobernabilidad de la provincia, provocando masivo rechazo por parte de los ciudadanos desembocando en un paro provincial, lo cual provocó la militarización de las islas. Pero el gobierno aclaró que se iba a a tomar en cuenta los precios para calcular el salario real de que necesitan los galapagueños, en donde los salarios podían ser más que el actual o el mismo salario. En agosto del 2016, el ministerio de educación disolvió a la Unión Nacional de Educadores.

### Educación
Bajo el mandato de Correa, el presupuesto de educación se ha triplicado, reduciendo el analfabetismo del 9,3% en 2007 al 2,7% en 2009. En reconocimiento de los progresos realizados, la UNESCO declaró a Ecuador "libre de analfabetismo".

### Seguridad
La tasa de homicidios por cada 100.000 habitantes bajó de 18 en 2011 a 5,8 en 2017, lo que convierte a Ecuador en uno de los países más seguros de América. Esto se consiguió en parte tras una profunda reforma del cuerpo de policía, que tenía fama de corrupto e ineficaz. La duración de la formación de la policía y su remuneración han aumentado considerablemente, y se han realizado inversiones para modernizar los equipos. Además, desde 2007 se ha adoptado un nuevo enfoque menos represivo y que presta mayor atención a la prevención y la rehabilitación. Se ha facilitado el acceso de los ex delincuentes a los programas sociales. Sobre todo, la reducción de la pobreza parece ser la principal razón de la mejora de la situación de seguridad.

### Terremoto de Ecuador de 2016
Durante su mandato, el 16 de abril ocurrió el Terremoto de Ecuador de 2016, el cual destruyó varias localidades de las provincias de Manabí y Esmeraldas. Este hecho resultó en más de 600 fallecidos y decenas de miles afectados.
Correa y su gabinete fueron a los sitios afectados días después para gestionar el manejo del desastre. Se emprendió la campaña Ecuador Listo y Solidario para recibir donaciones por parte de la sociedad civil y poner a los servidores públicos, a las fuerzas armadas y la policía en función del desastre, llevando a médicos, rescatistas, psicólogos para asistir a los damnificados y en las labores de demolición de edificios dañados. Se creó un comité para la reconstrucción de Manabí y Esmeraldas, dirigido por el vicepresidente Jorge Glas.
El gobierno recibió fuertes críticas por parte de la oposición y sectores de la sociedad civil por no asistir ni apoyar a las organizaciones privadas y civiles. El Estado ha apoyado a la asistencia de distintos países y agradeció la ayuda de voluntarios del exterior e interior del país, y agradeciendo a los ecuatorianos por unirse en estos tiempos difíciles.

### Crisis Económica 2015 -
Desde finales del 2014, el gobierno de Correa, debido a la caída mundial del precio del petróleo, incrementó impuestos, implementó políticas de austeridad en el gobierno, bajo sueldos a ministros y burócratas de alto grado, e introdujo salvaguardias económicas a gran cantidad de productos extranjeros, produciendo rechazo de la ciudadanía resultando en varias protestas en todo el país. En el 2013, el gobierno entró en negociaciones con la Unión Europea para establecer un tratado comercial beneficioso para el país, llegando al final de las negociaciones en el 2014, aceptando el tratado de forma bilateral, el cual ha tenido dificultades en ser implementado por las medidas tributarias que ha tenido que tomar el gobierno. El gobierno volvió a tener relaciones con el FMI, recomendando acortar el gasto público, minorizar el rol del estado en el control de las inversiones y divisas y potenciar tratados económicos con otros países. En el 2015 el gobierno a través de la Asamblea aprobó la eliminación del 40% del aporte estatal al IESS, además de la mensualizacion de los décimos, lo cual provocó rechazo por parte de la ciudadanía y la pérdida del apoyo del Partido Avanza.
Debido al déficit de las arcas fiscales, en el 2015, el gobierno aprobó reformas al impuesto a las herencias, nueva ley de plusvalía, lo cual provocó masivas protestas ciudadanas en las principales ciudades del país convocadas por distintos líderes de oposición como el excandidato presidencial Guillermo Lasso y el alcalde de Guayaquil Jaime Nebot, estas acompañadas de plantones a favor del gobierno. El gobierno suspendió el tratamiento de las nuevas leyes para entablar diálogo, pero no pudo aplacar las protestas, las cuales reclamaron mayores cambios políticos y estilo de gobierno del presidente, quien respondió tildando las protestas como intento de desestabilización y golpe de Estado. Desde el mes de julio la oposición al gobierno creció, la CONAIE y los gremios de maestros y profesores convocaron a un paro nacional indefinido, reclamando por cambios en las políticas del gobierno de Correa y el archivo de las enmiendas constitucionales, resultando una caída en el apoyo y popularidad del presidente. El gobierno optó por pausar el tratamiento de las leyes de herencia y plusvalía, lo cual la oposición lo tomó como un triunfo.
Ante el decrecimiento del PIB en 2015, el gobierno realizó un viraje en su política económica, al iniciar una reestructuración de la función ejecutiva, resultando en reducción de gastos y personal, eliminación de subsidios a combustibles y electricidad, ventas de empresas públicas, iniciando con las gasolineras de Petroecuador, mayor acercamiento y negociaciones con las empresas privadas para aumentar la inversión externa. En el 2016, se aprobaron leyes que aumentaban los impuestos a bebidas azucaradas, alcohólicas, cigarrillos. Se eliminaron varias entidades del estado que incluían secretarías técnicas, empresas públicas, instituciones del estado y un banco incautado.
La noche del 20 de abril el presidente anunció en cadena nacional que se aplicarían varias medidas económicas para ayudar a los damnificados del Terremoto de Ecuador de 2016, entre ellas al aumento de dos puntos porcentuales al IVA por un año, una única contribución obligatoria del 3% sobre las utilidades, un cobro por una sola vez del 0,9% a las personas con patrimonio superior a un millón de dólares, y una contribución gradual de un día de sueldo por mes a quienes ganen más de mil dólares, proyecto de ley que fue aprobado e implementado en mayo. Correa, durante su último informe de labores, anunció la eliminación de 6 entidades del estado y de 12 viceministerios para continuar con el plan de austeridad y privatizaciones por la crisis agudizada por el terremoto, además de la liquidación de las empresas públicas Enfarma y Gran Nacional Minera, la fusión de El Telégrafo y Televisión y Radio de Ecuador EP (RTV Ecuador), la puesta en venta de cinco empresas públicas: Empresa Estatal de Aviación Transportes Aéreos Militares (TAME), Empresa Pública Cementera del Ecuador, Empresa Pública Fabricamos Ecuador (Fabrec),  Banco del Pacífico, Gama y TC Televisión, introducir una alianza público-privada para Correos del Ecuador. Como resultado de la crisis económica, la popularidad de Correa, que oscilaba entre el 55 y 65% durante la mayoría de su presidencia, sufrió un desplome llegando a tener el 35% de popularidad para mayo del 2016. En septiembre del 2016, el Banco Central del Ecuador estimó que la economía del país en el 2016 sufrirá un decrecimiento del 1.7%, siendo la primera vez que la economía nacional entra en recesión desde el año 1999, año de la crisis económica y bancaria conocida como el "Feriado Bancario" durante el gobierno de Jamil Mahuad, teniendo como causas el terremoto de abril, la falta de inversión extranjera y el caída del precio del petróleo.

### Conflictos con las Fuerzas Armadas
En el año 2015 y 2016, Correa tuvo fuertes diferencias y problemas con las Fuerzas Armadas, al demandar la devolución de 41 millones por parte del Instituto de Seguridad Social de las Fuerzas Armadas (ISSFA) por sobreprecio en la compra del terreno utilizado para la construcción del Parque Samanes en Guayaquil. El Comando Conjunto y el director del ISSFA negaron la existencia de sobreprecio y se negaron a pagar, provocando que Correa remueva a todo el Comando Conjunto y el directorio del ISSFA en el 2016, colocando uno nuevo, pero sin lograr aplacar las tensiones, ya que tuvo protestas por parte de oficiales en servicio pasivo, además de que el nuevo Comando Conjunto mantuvo la postura de su predecesor. La gresca resultó en la renuncia del ministro de defensa Fernando Cordero y dificultades al nuevo ministro Ricardo Patiño. Correa defendió su postura y realizó llamados a la tropa y suboficiales a no dejarse engañar por parte de los oficiales, tomando medidas quitándole los beneficios que tenían los oficiales y dando de baja a una gran cantidad de oficiales del ejército. El gobierno optó por no depositarle los 41 millones demandados al ISSFA para cobrar la deuda. El conflicto del gobierno con los militares continuó al Correa presentar una reforma a la ley de seguro social militar y policial y ley de pensiones militares en la cual el principal cambio es ubicar el incremento de las pensiones vitalicias según el sueldo de los militares en servicio activo, pero teniendo como techo el sueldo más alto de jubilación según el sistema de seguridad social general, los militares y policías en servicio pasivo que tengan sueldo mayor al establecido actualmente tendrán el incremento de sus pensiones congeladas hasta que el techo supere su sueldo. Esta reforma recibió fuertes críticas dentro de las Fuerzas Armadas y protestas de los militares en servicio pasivo, pidiendo la renuncia del ministro de defensa Patiño, diciendo que las reformas significan un irrespeto a las FF. AA. y una posible disminución de las pensiones vitalicias, molestias expresadas por el comandante general del Ejército, teniendo como respuesta Correa una posible destitución y una nueva rotación del Comando Conjunto de las FF. AA.. Además el gobierno solicitó sanción a oficiales que respondieron un mensaje de correo electrónico enviado por el presidente, por lo que se convocó un Consejo de Disciplina, en la cual se exoneró al Capitán Edwin Ortega de la Armada, teniendo comorespuesta una demanda de Correa al Consejo de Disciplina para anular lo establecido, expresando que las FF. AA. están renegando la autoridad constitucional del presidente como Comandante en Jefe ehizo un llamado a la ciudadanía a rechazar esto.

### Enmiendas Constitucionales
En el 2014, luego de resultados no esperados por el gobierno en las Elecciones seccionales de Ecuador de 2014, Correa, junto a los asambleístas oficialistas, propusieron un paquete de enmiendas constitucionales para que sean examinadas por la Corte Constitucional, en las cuales se incluyen la introducción de la reelección indefinida de todas las autoridades de elección popular, mencionar a la comunicación como servicio público, permitir a las Fuerzas Armadas intervenir en el orden público y combate a la delincuencia, eliminar la competencia de rendición de cuentas de la Contraloría, entre otros.
El proyecto de enmiendas fue recibido con masivo rechazo por parte de la ciudadanía, además de intentos por parte de distintas organizaciones políticas por llamar a consulta popular para que se decida mediante el voto si se aprueban o no dichos cambios, en particular el que se refiere a la reelección indefinida. Se organizaron masivas marchas y protestas en contra de las enmiendas y la situación económica a lo largo del país, siendo su mayoría conovocada por el excandidato presidencial Guillermo Lasso. En noviembre de 2015, el presidente Correa propuso incluir una transitoria a la enmienda de la reelección en la cual se especifica que el cambio se haría efectivo desde el 24 de mayo de 2017, impidiendo así su participación en las elecciones del 2017 al igual que a los asambleístas que llevan dos períodos, propuesta que fue incluida en el paquete de enmiendas, dictando que la reelección indefinida entraría en vigencia desde el 24 de mayo de 2017.
El 3 de diciembre de 2015, el paquete de enmiendas constitucionales fue aprobado por la Asamblea Nacional con 99 votos a favor, 8 negativos, 1 abstención y 1 voto en blanco. A pesar de que un 86.5% de la ciudadanía opinaba que las enmiendas debían realizarse por medio de consulta popular, según una encuesta de CEDATOS. Los cambios constitucionales aprobados incluyen la reelección indefinida desde el 24 de mayo de 2017, la comunicación como servicio público, la garantía del pago de pensiones de las Fuerzas Armadas y Policía Nacional, la reconducción del requisito de edad a treinta años para ser candidato a la presidencia, entre otros.

## Escándalos y casos de corrupción

### 2007 - 2009
A pocos meses de iniciar su mandato, el gobierno se vio envuelto en un escándalo difundido por los medios de comunicación conocido como los "pativideos", en los cuales se ve al entonces ministro de economía Ricardo Patiño sosteniendo reuniones con el entonces presidente del Congreso, Jorge Cevallos, sobre como manejar la convocatoria de la consulta popular para aprobar la futura Asamblea Constituyente, que necesitaba de la aprobación por votación del Congreso; en otros videos se mostraba al ministro conversando con delegados de una empresa de seguros de deuda soberana, en una conversación sobre una eventual manipulación del mercado de bonos. Patiño tuvo que afrontar un juicio político sobre el caso, pero fue absuelto y la investigación que realizó la Fiscalía sobre el caso fue archivado.

Durante este periodo el gobierno sufrió otro escándalo que involucraba a Ricardo Patiño, ahora canciller de la república, siendo este caso conocido como la "narcovalija", en la cual la policía italiana halló cocaína líquida dentro de vasijas artesanales que fueron trasladadas al país a través de la valija diplomática oficial de la Cancillería del Ecuador. Se iniciaron trámites para juicio político al canciller en la Asamblea Nacional pero no fueron admitidos. La fiscalía investigó el caso y determinó que ningún funcionario tuvo participación en el crimen y que la valija había sido contaminada antes de llegar a la Cancillería. Dos personas fueron encarceladas por el caso.

### 2009 - 2013
El presidente Correa durante este periodo tuvo un escándalo de corrupción conocido como "Gran Hermano", en el cual los periodistas Juan Carlos Calderón y Christian Zurita afirmaban en su libro "El Gran Hermano", que el gobierno de Correa le otorgaba contratos millonarios a las empresas de su hermano, Fabricio Correa, lo cual es ilegal. Correa negó las acusaciones, afirmando que si el estado tenía contratos con empresas de su hermano estos se dieron sin su conocimiento, cancelandolos inmediatamente luego de conocerse esto, demandando el presidente a ambos periodistas por difamación, ganando el juicio, pero Correa solicitó que se les perdone su condena, por lo que los periodistas no fueron a la cárcel. Correa para aclarar estos cuestionamientos convocó una veeduría ciudadana para que revise los contratos del estado y determine si el gobierno y Correa conocían sobre estos, llegando esta a la conclusión de que Correa si conocía de los contratos, lo cual provocó que el presidente demande a los integrantes de la veeduría, resultando en la sentencia de culpable a dos de ellos por daño moral y falso testimonio.
El gobierno sufrió otro escándalo de corrupción al revelar los medios de comunicación que Pedro Delgado, primo del presidente, presidente del Banco Central y del fideicomiso No Más Impunidad bajo el gobierno de Correa, ejercía sus cargos con un título de economista falso. Delgado negó las acusaciones, pero ante la presión de los medios confirmó la falsificación de su título profesional, renunciando a su cargo. Delgado días después viajó a Miami para ir a una boda, pero no volvió al país. El fiscal Galo Chiriboga inició una indagación sobre si se cometieron actos de peculado y corrupción durante su gestión, siendo llamado a juicio y a ser sometido a prisión preventiva, tramitando la extradición de Delgado de Estados Unidos, pero sin éxito. Delgado posteriormente fue enjuiciado y declarado culpable del crimen de peculado por la concesión irregular de 800.000 dólares por parte del banco público COFIEC a Gastón Duzac. Fue sentenciado a 8 años de cárcel, sentencia que no ha sido ejecutada al no ser extraditado Delgado.
La caída del primero de los helicópteros Dhruv, el 27 de octubre del 2009, causaría revuelo también en la sociedad ecuatoriana. Estos habían sido comprados por el comandante de la Fuerza Aérea, Rodrigo Bohórquez, nombrado por el presidente después de que el anterior comandante Jorge Gabela no aceptar la compra de estos instrumentos. El 19 de diciembre de 2010 sería tiroteado el general Gabela, muriendo 10 días después. El gobierno de Correa indicaría que el crimen fue perpetrado por la delincuencia común, pero en el 2018 el caso sería reabierto al encontrarse nuevas pistas.
El 19 de junio de 2012, Julian Assange, fundador de WikiLeaks, ingresaría a la embajada ecuatoriana en Londres pidiendo asilo al país lo cual sería aceptado en agosto, iniciando una crisis diplomática con el Reino Unido. Para el 2018, Fernando Villavicencio acusó al gobierno de un supuesto pacto con Assange para impedir revelaciones contra este régimen, a cambio del asilo.También dentro de este caso se acusaría al régimen de peculado y espionaje por los gastos reservados que habría utilizado la Secretaría de Inteligencia para la seguridad de Assange.

### 2013 - 2017
En el 2015, se acusó al gobierno de espiar a los miembros de la oposición y a la ciudadanía en general, ya que salieron a luz documentos a través de filtraciones de Wikileaks en los cuales se constataba la contratación de servicios de hackeo y softwares de espionaje a la empresa Hacking Team por parte de la Secretaría de Inteligencia (SENAIN). Esto produjo un fuerte rechazo e investigaciones por parte de los asambleístas de oposición, y un rechazo rotundo por parte del gobierno.
En el 2016, el gobierno sufrió un escándalo de corrupción al revelarse mundialmente los Panama Papers, filtraciones en las cuales se revelaban a funcionarios públicos con protagonismo en la triangulación de capitales y en la creación de compañías de papel en el paraíso fiscal de Panamá, involucrando al fiscal general Galo Chiriboga, al secretario de inteligencia Rommy Vallejo y al expresidente del Banco Central Pedro Delgado, ya sentenciado a 8 años de prisión por peculado. Correa y el gobierno reaccionaron ante la noticia diciendo que eran intentos de los medios en desprestigiar y desestabilizar a su gobierno, acusando a reporteros de ocultar la totalidad de las filtraciones para proteger a políticos de oposición. Posteriormente se involucró al gerente de Petroecuador Alex Bravo, junto a los empresarios Andrés y Xavier Baquerizo, por tener empresas fantasma en Panamá y por otorgar contratos de la petrolera a empresas de papel a nombre de sus familiares, además de incrementar su patrimonio de 12 mil dólares a 600 mil. Bravo había renunciado a su cargo poco antes del escándalo. Se inició por parte de la fiscalía investigaciones sobre los supuestos delitos, siendo puesto en prisión preventiva para fines investigativos. Ante las denuncias, la Comisión de Justicia de la Asamblea Nacional comenzó a realizar investigaciones a los funcionarios y exfuncionarios implicados en el escándalo, incluyendo al Fiscal Chiriboga, al exministro de Hidrocarburos Carlos Pareja Yannuzelli y al gerente de Petroecuador Pedro Merizalde, para determinar si hay méritos para iniciar juicio político. En octubre, el gobierno reveló que el exministro pareja habría recibido 1 millón de dólares en sobornos para firmar contratos con Petroecuador, por lo que solicitó prisión preventiva y embargo de sus cuentas. La fiscalía admitió que Pareja había salido del país a finales de septiembre, residiendo en España, por lo que se pedirá su extradición. En noviembre se detuvo al exgerente de Petroecuador, Marco Calvopiña, implicado en el caso Petroecuador, siéndole incautado miles de dólares escondidos.
En septiembre del 2016, emergieron en las redes sociales videos en los que se muestran supuestamente a militares entrenando a civiles afínes al gobierno en defensa para contrarrestar manifestaciones, estando presentes en estos el asambleísta alterno de PAIS Rodrigo Collahuazo y la dirigente Carla Delgado. Esto produjo que se realice una investigación por parte de las Fuerzas Armadas para ubicar a los militares en cuestión y por parte de la fiscalía por afectar a la seguridad interna del país. La oposición denunció fuertemente esto, reclamando que se utilice a las Fuerzas Armadas para entrenar grupos de choque del movimiento oficialista, mientras que algunos denunciaron que se estaban entrenando grupos paramilitares, lo cual fue rechazado por el gobierno, diciendo Carla Delgado y el asambleísta Collahuaso que se trataba únicamente de "entrenamientos en defensa personal en una mañana deportiva y de pícnic". El ministro de defensa, Ricardo Patiño, reconoció que si eran miembros de las Fuerzas Armadas los uniformados en los videos y que no tenían autorización para dicha actividad por lo que serán sancionados e investigados.
En noviembre se reveló que Marcos Párraga, exasesor del vicepresidente Jorge Glas y miembro de la CORDICOM, solicitaba dinero para asignar frecuencias de radio y televisión en Manabí, involucrando al vicepresidente Glas y la secretaria de Política Paola Pabón al decir que actuaba como intermediario, siendo esto negado por ambos implicados, resultando en una investigación de la fiscalía.
El 20 de diciembre de 2016, el Departamento de Justicia de Estados Unidos reveló que la Constructora Odebrecht, empresa brasileña acusada y sentenciada por corrupción, habría pagado $ 33,5 millones en sobornos a funcionarios del gobierno ecuatoriano desde 2007 a 2016 para lograr beneficios equivalentes a unos $ 116 millones en contratos para obras públicas. En abril del 2017 fue detenido el exministro de electricidad Alecksey Mosquera al revelarse que recibió pagos de un millón de dólares de parte de Odebrecht.

## Posición de Partidos Políticos
En los 10 años del régimen de Rafael Correa ha existido diferentes cambios en la posición de diferentes partidos con respecto a su gobierno. Correa tuvo permanentemente al Partido Socialista como aliado junto con el Partido Comunista del Ecuador y la escisión de este el Partido Comunista Ecuatoriano, formada en el 2012. A su vez tuvo temporalmente el  apoyo del Movimiento Popular Democrático y Pachakutik durante el periodo en que duró la Asamblea Constituyente, el primero de estos sería disuelto por el Consejo Nacional Electoral al igual que otros opositores como Ruptura 25, Partido Renovador Institucional Acción Nacional, Izquierda Democrática, Partido Roldosista; alguno de los cuales fueron la izquierda política en el Congreso antes del gobierno de Rafael Correa. 
A continuación la posición de los partidos y movimiento políticos reconocidos por el Consejo Nacional Electoral:
| Partido/Movimiento | Partido/Movimiento                              | Primer Periodo | Primer Periodo | Primer Periodo | Segundo Periodo | Segundo Periodo | Segundo Periodo | Segundo Periodo | Segundo Periodo | Tercer Periodo | Tercer Periodo | Tercer Periodo | Tercer Periodo | Tercer Periodo |
| Partido/Movimiento | Partido/Movimiento                              | 2007           | 2008           | 2009           | 2009            | 2010            | 2011            | 2012            | 2013            | 2013           | 2014           | 2015           | 2016           | 2017           |
| ------------------ | ----------------------------------------------- | -------------- | -------------- | -------------- | --------------- | --------------- | --------------- | --------------- | --------------- | -------------- | -------------- | -------------- | -------------- | -------------- |
|                    | Alianza País                                    | Oficialista    | Oficialista    | Oficialista    | Oficialista     | Oficialista     | Oficialista     | Oficialista     | Oficialista     | Oficialista    | Oficialista    | Oficialista    | Oficialista    | Oficialista    |
|                    | Partido Socialista                              | Aliado         | Aliado         | Aliado         | Aliado          | Aliado          | Aliado          | Aliado          | Aliado          | Aliado         | Aliado         | Aliado         | Aliado         | Aliado         |
|                    | Centro Democrático Nacional                     |                |                |                |                 |                 |                 | Aliado          | Aliado          | Aliado         | Aliado         | Aliado         | Oposición      | Oposición      |
|                    | Unidad Popular                                  |                |                |                |                 |                 |                 |                 |                 |                | Oposición      | Oposición      | Oposición      | Oposición      |
|                    | Partido Sociedad Patriótica                     | Oposición      | Oposición      | Oposición      | Oposición       | Oposición       | Oposición       | Oposición       | Oposición       | Oposición      | Oposición      | Oposición      | Oposición      | Oposición      |
|                    | Fuerza Compromiso Social                        |                |                |                |                 |                 |                 |                 |                 |                |                |                | Oposición      | Oposición      |
|                    | Partido Social Cristiano                        | Oposición      | Oposición      | Oposición      | Oposición       | Oposición       | Oposición       | Oposición       | Oposición       | Oposición      | Oposición      | Oposición      | Oposición      | Oposición      |
|                    | Partido Renovador Institucional Acción Nacional | Oposición      | Oposición      | Oposición      | Oposición       | Oposición       | Oposición       | Oposición       | Oposición       | Oposición      |                |                |                |                |
|                    | Adelante Ecuatoriano Adelante                   |                |                |                |                 |                 |                 |                 |                 |                | Oposición      | Oposición      | Oposición      | Oposición      |
|                    | Avanza                                          |                |                |                |                 |                 |                 | Aliado          | Aliado          | Aliado         | Aliado         | Oposición      | Oposición      | Oposición      |
|                    | Partido Roldosista Ecuatoriano                  | Aliado         | Aliado         | Aliado         | Oposición       | Oposición       | Oposición       | Oposición       | Oposición       | Oposición      | Oposición      |                |                |                |
|                    | Fuerza Ecuador                                  |                |                |                |                 |                 |                 |                 |                 |                |                | Oposición      | Oposición      | Oposición      |
|                    | Izquierda Democrática                           | Aliado         | Aliado         | Aliado         | En disputa      | En disputa      | En disputa      | En disputa      | En disputa      |                |                | Oposición      | Oposición      | Oposición      |
|                    | Movimiento Popular Democrático                  | Apoyo Crítico  | Apoyo Crítico  | Apoyo Crítico  | Oposición       | Oposición       | Oposición       | Oposición       | Oposición       | Oposición      | Oposición      |                |                |                |
|                    | Pachakutik                                      | Aliado         | Aliado         | Aliado         | Oposición       | Oposición       | Oposición       | Oposición       | Oposición       | Oposición      | Oposición      | Oposición      | Oposición      | Oposición      |
|                    | Unión Ecuatoriana                               |                |                |                |                 |                 |                 |                 |                 |                | Oposición      | Oposición      | Oposición      | Oposición      |
|                    | Movimiento CREO                                 |                |                |                |                 |                 |                 | Oposición       | Oposición       | Oposición      | Oposición      | Oposición      | Oposición      | Oposición      |
|                    | Movimiento SUMA                                 |                |                |                |                 |                 |                 | Oposición       | Oposición       | Oposición      | Oposición      | Oposición      | Oposición      | Oposición      |
|                    | Movimiento Ruptura 25                           | Aliado         | Aliado         | Aliado         | Oposición       | Oposición       | Oposición       | Oposición       | Oposición       | Oposición      | Oposición      |                |                |                |
|                    | Movimiento Concertación                         |                |                |                |                 |                 |                 |                 |                 |                | Oposición      | Oposición      | Oposición      | Oposición      |

## Críticas al Gobierno de Rafael Correa
Durante sus diez años de gestión, el régimen correísta ha sido califica de autoritario y "antidemocrático" por los partidos de oposición incluidos el Movimiento Popular Democrático y Pachakutik. Algunas de las críticas han comparado al correísmo con el chavismo indicando que la continuidad del régimen de Rafael Correa y Alianza País llevarían a una crisis económica similar a la crisis venezolana.
La Unidad Popular y diversos partidos de izquierda que en las elecciones del 2017 integrarían el Acuerdo Nacional por el Cambio consideran a su gobierno como alejado de los postulados de la izquierda, es decir un gobierno de derecha que es considerado el peor para la clase trabajadora. Lourdes Tibán y demás dirigentes de izquierda calificaron al gobierno de "pseudorrevolucionario", Geovanni Atarihuana, director nacional de Unidad Popular indicó en una entrevista:

"No vamos a amedrentarnos por la campaña antisocialista contra la izquierda revolucionaria. Porque la manipulación del falso “socialismo del siglo XXI”  con que encubre su derechismo Correa y su gobierno corrupto no nos va a hacer arriar las banderas del socialismo auténtico de los trabajadores."
Geovanni Atarihuana

Mientras que la izquierda considera a Alianza País como una formación de la "nueva derecha" por parte de la derecha opositora, que ha sido liderada por Guillermo Lasso y Jaime Nebot, ha mostrado en sus críticas las calificaciones ya señaladas de autoritario, pero no han declarado que no sea un gobierno de izquierda. Al igual que la izquierda han expresado sus disgustos por los casos de corrupción entre los que se encuentran Odebrecht y Petroecuador que ha involucrado a figuras clave del régimen de Correa como Carlos Pareja Yannuzelli y Jorge Glas, y también su contrariedad hacia el incremento de la deuda pública con China.
Organizaciones relacionadas con el sector educativo, como la Unión Nacional de Educadores ha denunciado la llamada "revolución educativa" como una falsedad al existir el medio millón de bachilleres fuera de la universidad, a raíz del examen de la Secretaría de Educación Superior, Ciencia, Tecnología e Innovación, y también el cierre de más de 60.000 escuelas rurales cuando solo se elaboraron 60 escuelas del milenio
Todos los políticos grandes o pequeños toman el nombre de Rafael Correa para criticarlo y entrar en la memoria de los votantes que bombardeados por los medios de comunicación repiten sin cesar historias de juicios sin concluir.